# دانشگاه لوزان
دانشگاه لوزان (به فرانسوی: Université de Lausanne) دانشگاهی در شهر لوزان سوئیس است که در سال ۱۵۳۷ پایه‌گذاری شد.
این دانشگاه دارای هفت دانشکده و ۱۰٬۷۰۰ دانشجو است که به همراه ۲٬۲۰۰ پژوهشگر در آن تحصیل، پژوهش و کار می‌کنند.
این دانشگاه دارای سه پردیس در شهر لوزان است که پردیس «دورینی» بزرگترین پردیس دانشگاه است و در کنار ساحل زیبای دریاچهٔ ژنو (لِمان) قرار گرفته‌است.

## نگارخانه

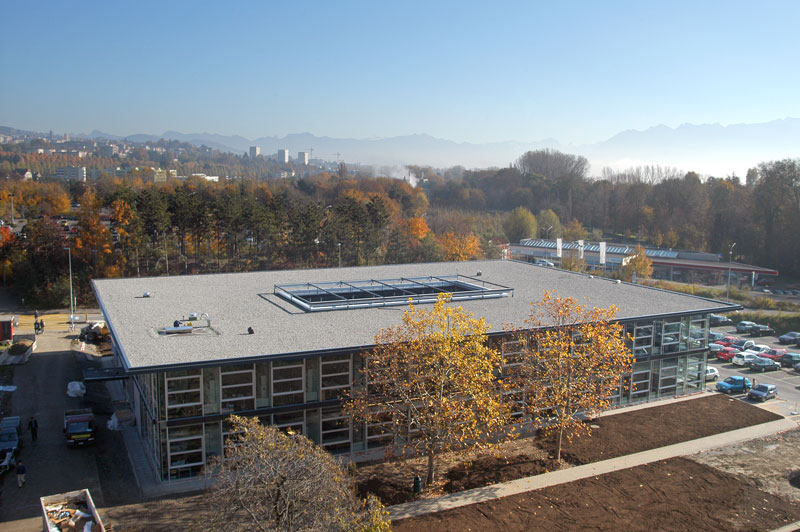
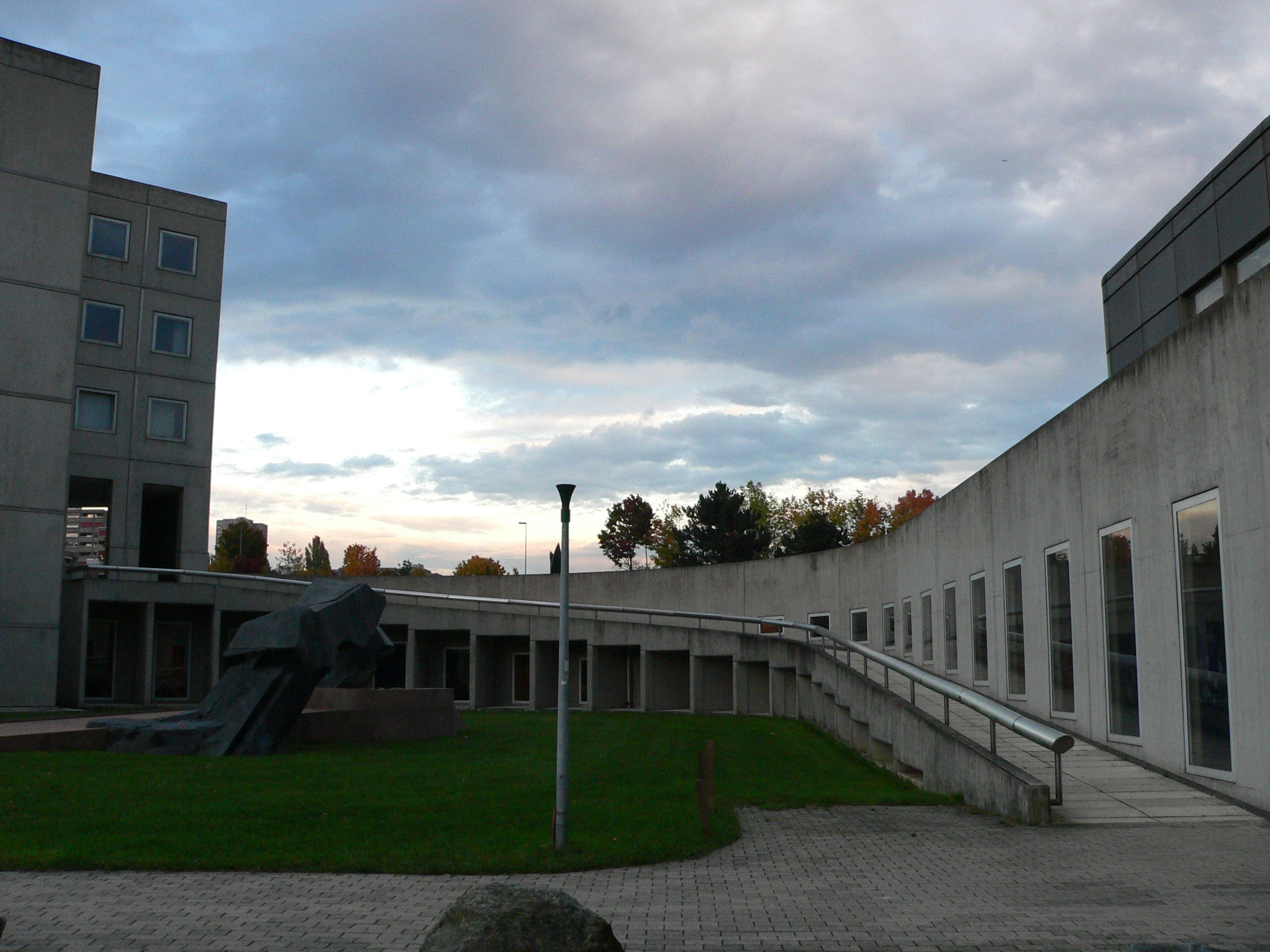
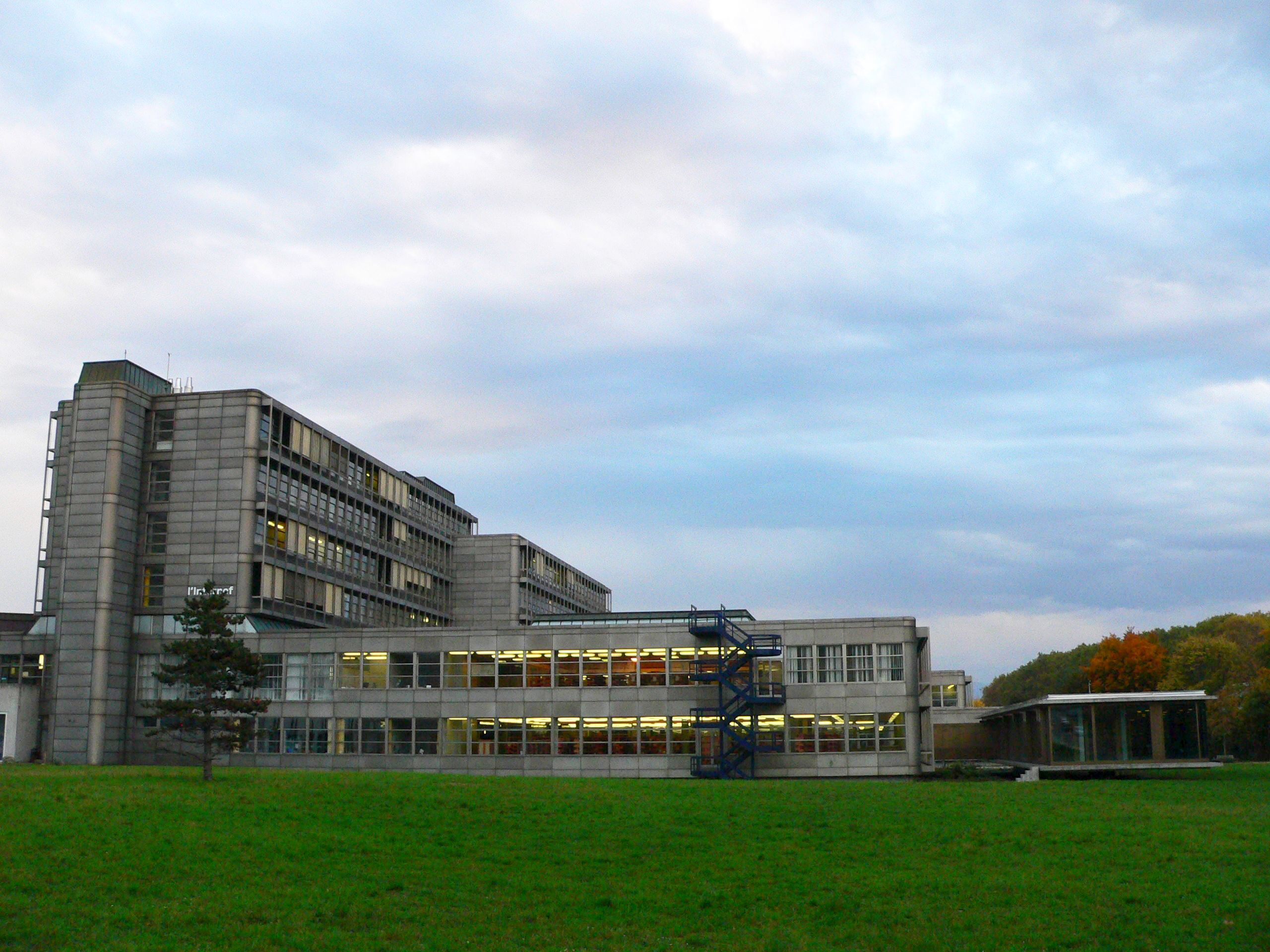
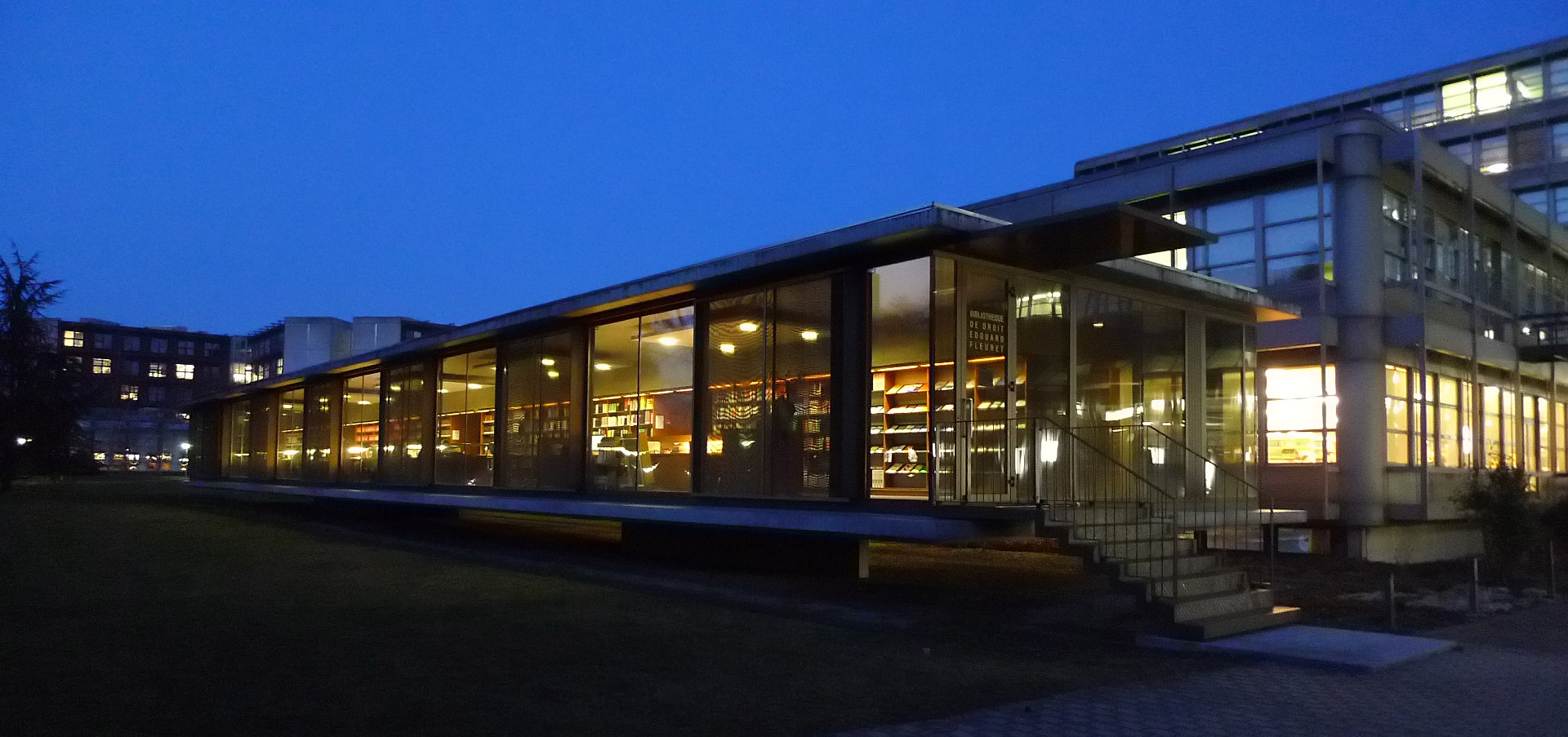
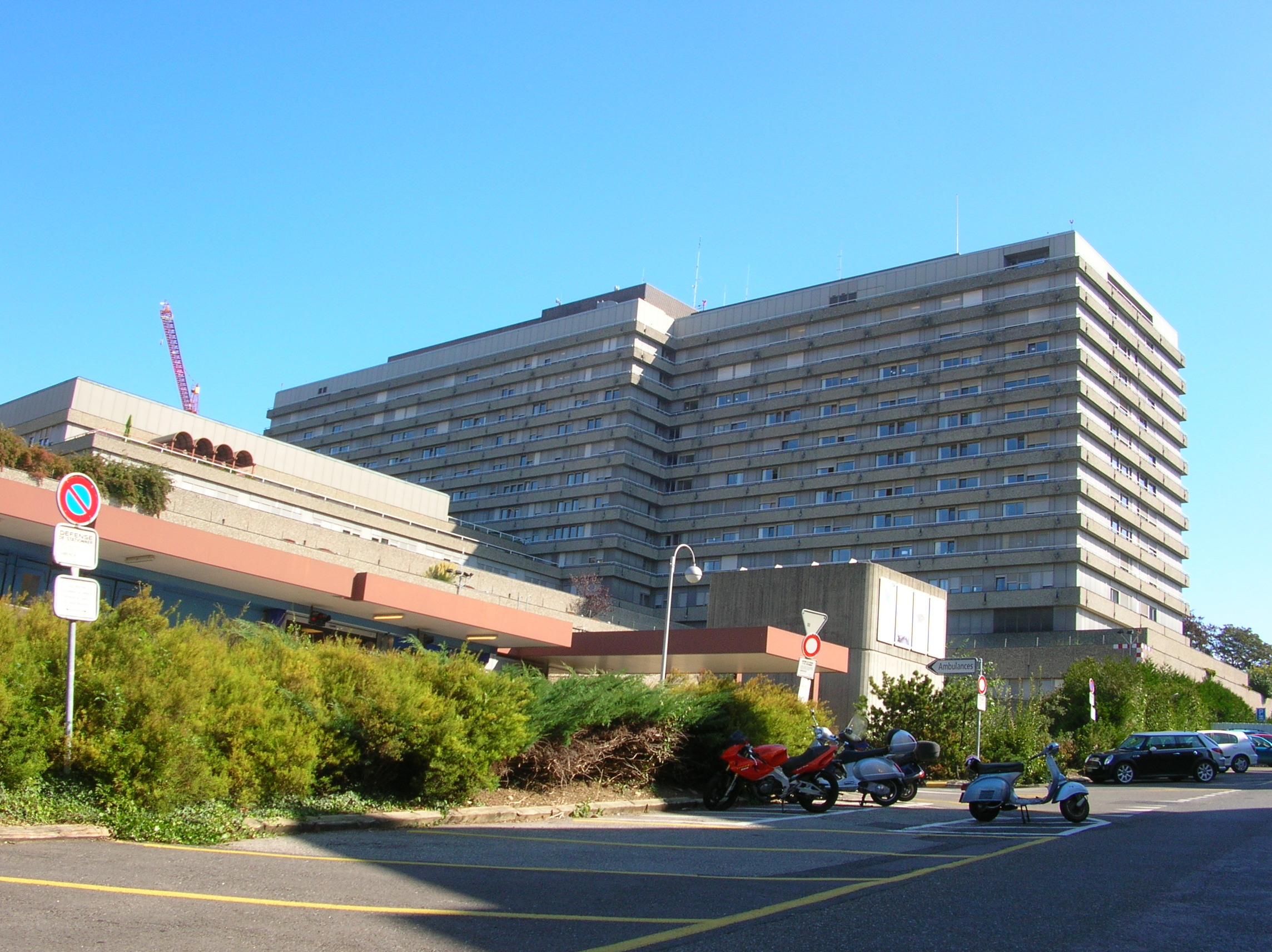
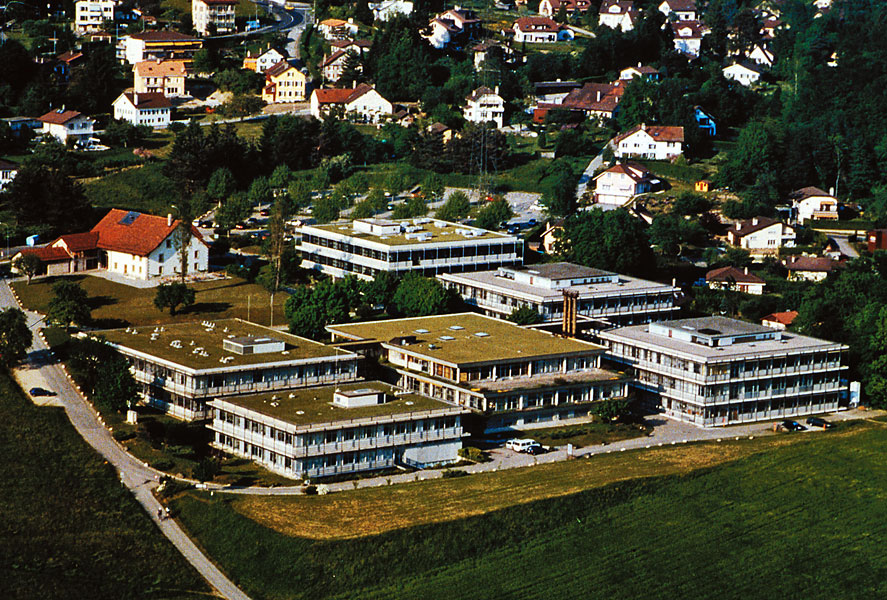
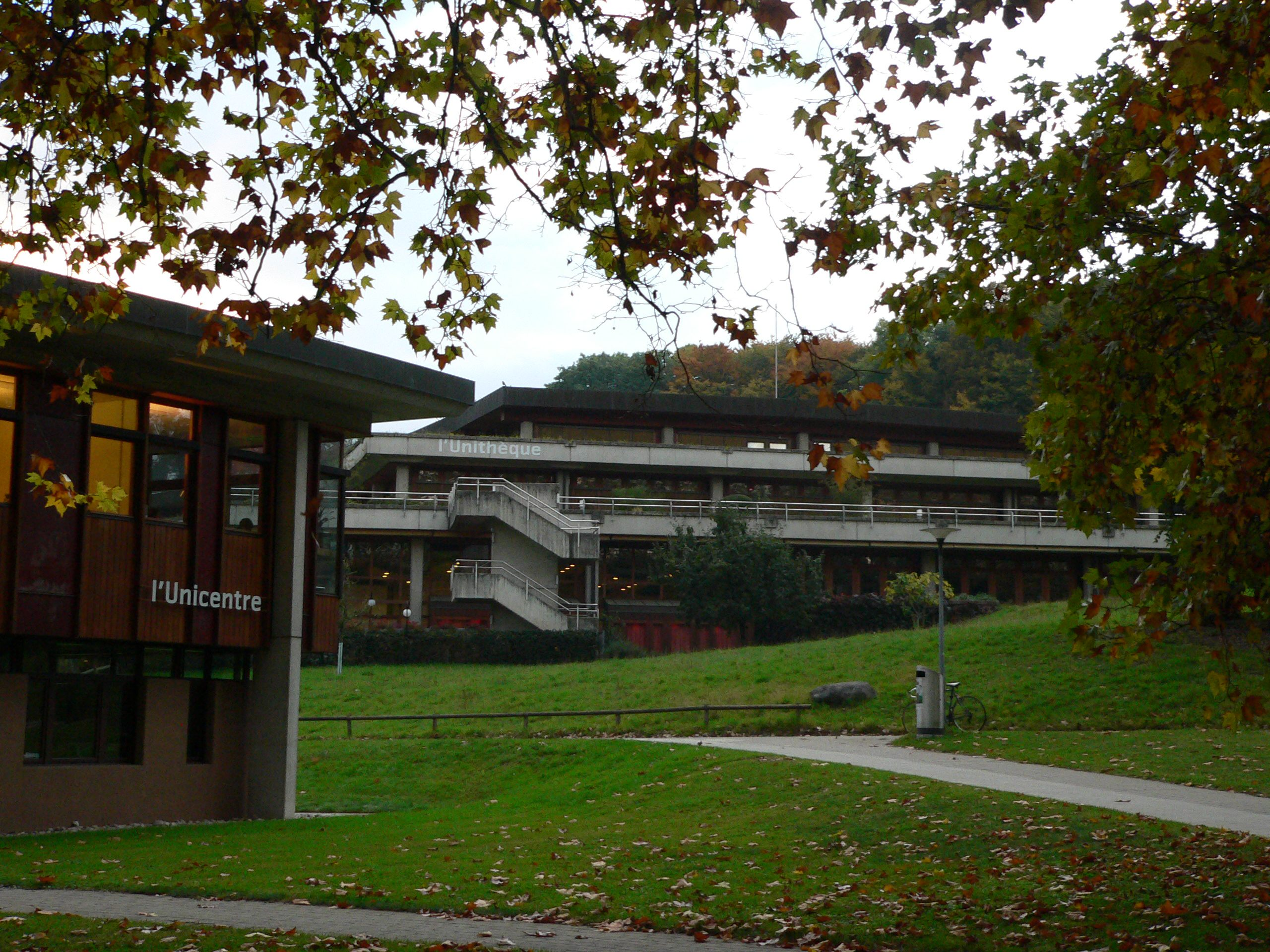
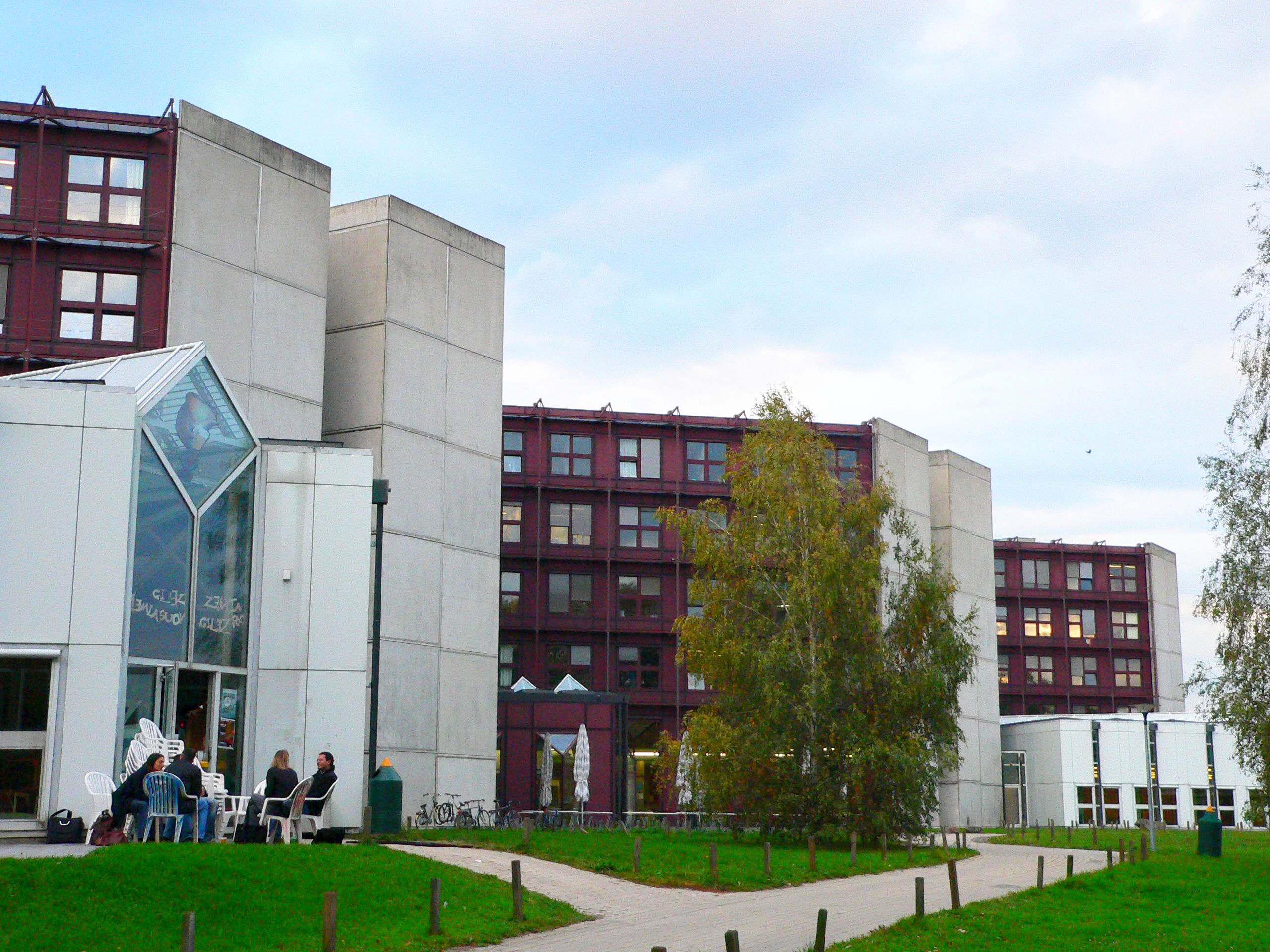
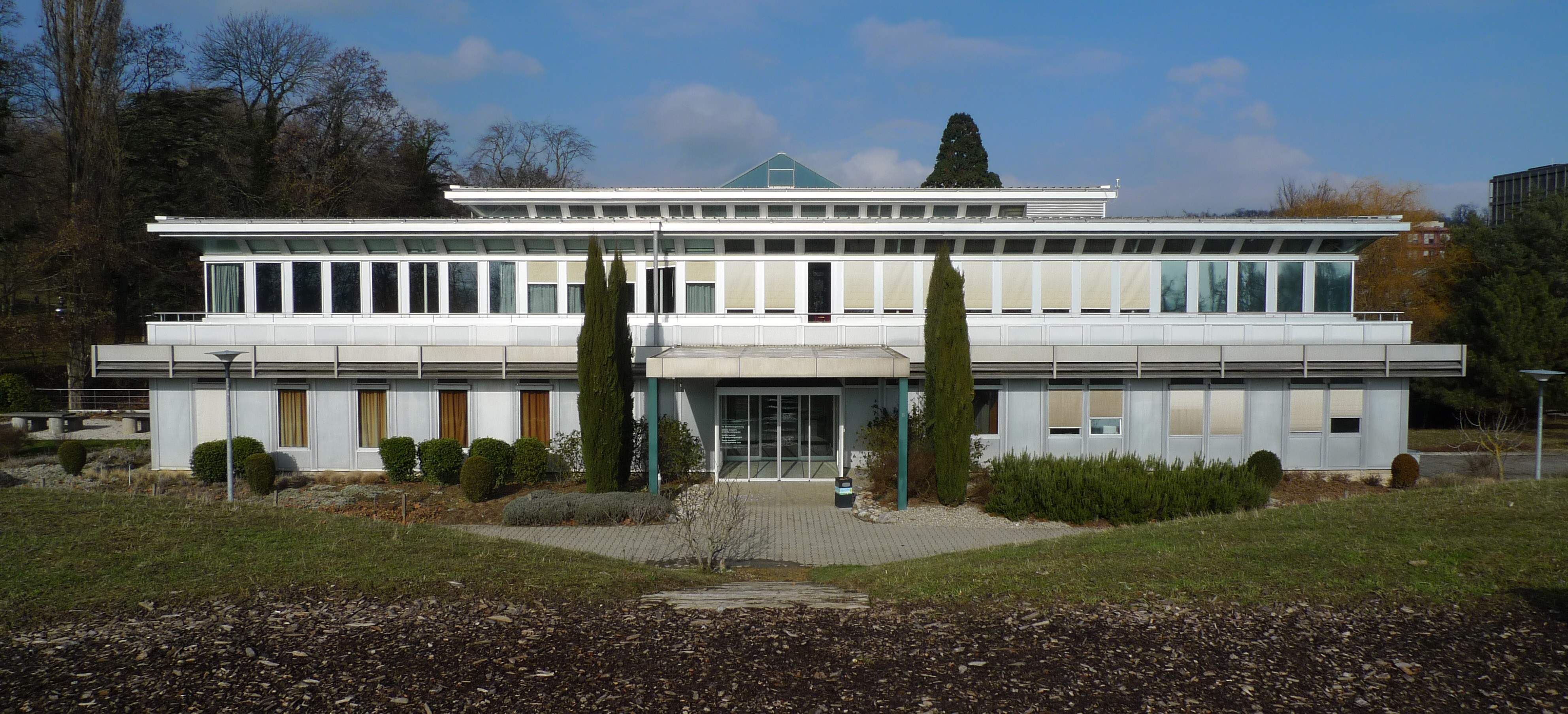
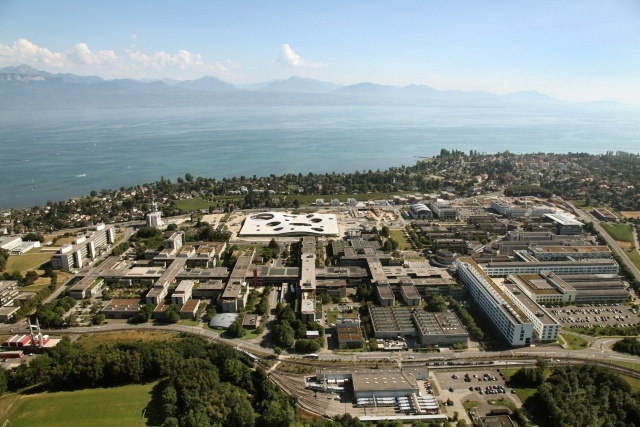

## دانش آموختگان
- محمدعلی جمال‌زاده
- سید حسن امامی
- غلامحسین ساعدی
- فرامرز برزگر
- عنایت شکیباپور
- سروش حبیبی
- محمد قاضی
- رضا پاینده
- پیروز آریا
- محمد دارایی
- مصطفی رحیمی
- فرانک روشنی
- نوید تاجبخش
- علیرضا پیرهادی
- سیاوش منفرد
- ایرج نوذری
- مهناز صدیقی
- دارا پارسا
- لیلی گلستان
- لیلا حاتمی
- کامیار محقق
- حسنعلی درودیان